# Restaurante cosplay
Restaurantes cosplay (コスプレ系飲食店, Kosupure-kei inshokuten) são restaurantes e pubs temáticos que se originaram no bairro de Akihabara, em Tóquio, Japão, por volta do final dos anos 1990 e início dos anos 2000. Eles incluem maid cafés (メイドカフ ェ Meido kafe?) e butler cafés (執事 喫茶 shitsuji kissa?), onde os funcionários se vestem de empregadas elegantes ou de mordomos. Os funcionários tratam os clientes como mestres e amantes de uma casa particular, e não apenas como clientes do café. Esses restaurantes e cafés se tornaram rapidamente um elemento principal da cultura otaku japonesa.

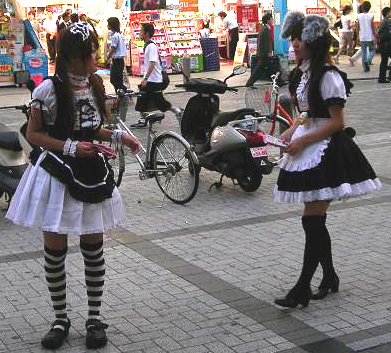
Empregadas domésticas promovendo cafés em Akihabara, Tóquio.

A popularidade dos restaurantes de cosplay e maid cafés se espalhou para outras regiões do Japão, como Den Den Town, em Osaka, bem como para lugares fora do Japão, como Hong Kong, Taiwan, Singapura, México, Canadá, e as Filipinas.

## Características

### Maid café
Em um maid café padrão, as funcionárias se fantasiam de empregadas domésticas francesas (ocasionalmente, as empregadas podem usar orelhas de coelho ou gato para ficarem mais "fofinhas) e se referem aos clientes como Master (ご主人様, goshujinsama) ou Mistress (お嬢様, ojōsama)  Ao entrar em uma dessas lojas, o cliente é saudado com o habitual "Welcome home, Master" (お帰りなさいませ、ご主人様！, Okaerinasaimase, goshujinsama), e é oferecido uma toalha limpa, além do funcionário mostrar um menu de comida /bebida. Os pratos populares incluem bolos (por vezes feitos pelas próprias empregadas), gelados, omu-raisu, espaguete, mas também bebidas como Coca-Cola, chá, leite ou bebidas alcoólicas como cerveja ou, em alguns casos, até champanhe. Outras opções (de serviço) incluem tirar fotos polaroid (seja da empregada sozinha, junto com outra empregada ou com o cliente, que são decoradas com marcadores coloridos ou adesivos), cartas de baralho, videogames e/ou até mesmo um pouco mais incomuns alguns, como ser esbofeteado por uma ou mais das empregadas.
Existe um vasto leque de estabelecimentos que atendem a gostos específicos e oferecem diversos serviços aos clientes. Recentemente, com a explosão do mercado de maids, serviços adicionais relacionados tornaram-se populares. Isso inclui ear cleaning (耳かき, Mimikaki) (lit. limpeza de ouvido), massagem nos pés ou nas mãos, sessões de fotografia (o cliente normalmente aluga um tempo em um estúdio durante o qual ele pode dizer a uma empregada qual fantasia usar e como posar) ou até mesmo "encontros" com as empregadas. Com a popularidade dos maids cafés, uma série de outros negócios começaram a abrir. Só em Akihabara é possível encontrar várias casas de massagem legítimas, uma loja de óculos de maids e pelo menos uma izakaya de cosplay/maid.

### Butler Café
Enquanto a maioria dos restaurantes de cosplay e cafeterias servem principalmente homens, há também um tipo para mulheres chamado de butler café (執事喫茶, shitsuji kissa) (lit. Café de mordomos). Os mordomos desses cafés são funcionários bem vestidos e podem usar um uniforme típico de garçom ou até mesmo um smoking ou fraque. Um butler café normalmente tem seus garçons fazendo cosplay de estudantes adolescentes, em um esforço para atrair as fujoshi que apreciam Boys' Love (lit. Amor entre garotos).
Existem também "male disguise style" (男装系, dansō-kei)) (lit. Estilo de disfarce de homem), onde as funcionárias femininas se vestem de mordomo, em vez de homens de verdade.

## Outras variantes
Em outras lojas, as roupas e até o próprio cenário mudam. Em cafés com temas escolares, por exemplo, os clientes são chamados de senpai em vez de Mestre ou Senhora. Lá dentro, as mesas são substituídas por carteiras escolares e até o cardápio é servido em bandejas que lembram as usadas nas escolas japonesas. Outros temas incluem, little sister (妹, imōto) (lit. Irmãzinha), shrine girl (巫女, miko) (lit. Garota sagrada)  ou cafés/ izakaya de railway (鉄道, tetsudō) (lit. Ferrovia).

### Café Cat-Maid
Outro subgênero de maid cafe é o cat-maid cafe. As garçonetes nesses cafés usam orelhas e rabo de gato e costumam fazer trocadilhos miando ou pontuando frases com um miado. Além disso, a comida costuma ser preparada para se parecer com gatos ou gatinhos.

### Café tsundere
Esses cafés têm todas as características de um típico maid café, com a diferença apenas na personalidade das maids. Nesses cafés, todas as maids assumem um arquétipo de personalidade "tsundere", em que  elas costumam agir de forma rude ou indiferente aos clientes. Além disso, alguns cafés como este permitem que o cliente peça um serviço especial que geralmente vem com alguma forma de abuso, como levar tapinhas na testa.

## América do Norte
Um dos primeiros maid cafés abertos no Ocidente foi o "i maid cafe" localizado em Scarborough, Ontário, e foi destaque na revista de notícias da CBC The Hour. O café foi fechado em novembro de 2007 porque a administração não pagou o aluguel, que estava atrasado.
Em dezembro de 2007, o café Royal-T estreou em Culver City, Califórnia, e foi destaque em várias revistas, como a Elle e o Los Angeles Times. Era uma combinação de cafeteria, loja e galeria de arte. O restaurante fechou após cinco anos.
Em 2012, um maid-café chamado "Chou Anime" foi aberto no distrito de Midtown, em Detroit, Michigan. Informações sobre o café podem ser vistas em seu site. O Chou Anime foi oficialmente fechado no sábado, 22 de setembro de 2012 devido ao pouco fluxo de clientes.
Em 18 de agosto de 2013,o "Maid Cafe NY" foi inaugurado na cidade de Nova Iorque, no estado americano de Nova Iorque. Além de servir comida, a loja também oferecia vários itens de cosplay para venda e música ao vivo. Ela fechou em março de 2015 devido ao fato de não poder mais permanecer em sua localização em Chinatown e ser incapaz de encontrar um novo ponto.